# 濰坊市
濰坊市（いほう-し）は、中華人民共和国山東省に位置する地級市。

## 地理
濰坊市は山東省中部に位置し、東は青島市、煙台市と隣接し、西は淄博市、東営市、南は臨沂市、日照市と接し、北は渤海の萊州湾に面する。

## 歴史
濰坊市は有名な歴史文化都市であり、名所旧跡が多く、観光資源に恵まれている。7000年前の新石器時代には氏族部落社会が形成されていた。夏から殷代にかけては斟灌、寒、三寿の封国が設置され、周初には武王により太公望が斉王に封じられ営丘（現在の昌楽県）を都城に定めている。春秋時代には市域は斉、魯、杞、莒などに分割され、戦国時代には市域の大部分は斉の版図とされたが、一部は劉、魯に属した。
秦代になると膠東郡、臨淄郡、琅邪郡の、漢代になると青州及び徐州の管轄とされ、それら刺史の下に北海郡、琅邪郡、斉郡の3郡と菑川国、高密国、膠東国の3国が設置されていた。南北朝時代になると市域南部は南朝、北部は北朝支配下に入り軍事的要衝とされた。その後、隋代には北海郡及び高密郡が、唐代には青州及び密州（明代以降は萊州府）の管轄地とされ清末まで沿襲された。
中華民国が成立すると州制廃止に伴い濰県等を設置、当初は膠東道、萊膠道、淄青道等の管轄とされたが、1927年（民国16年）の道制廃止後は山東省の管轄とされた。日中戦争中は汪兆銘政権の実効支配地域となった。 1942年（民国31年）3月にアメリカの日系人強制収用の報復措置として、当地に外国人収容所である濰県収容所が設置された。戦後は中華民国が行政権を回復、しかしまもなく勃発した国共内戦の結果、1948年（民国37年）に中国共産党の実効支配地域とされ、濰坊特別市（翌年濰坊市と改称）が成立した。1950年、省轄市としての濰坊市は廃止、市域は昌濰専区（1967年3月13日に昌濰地区、1981年7月に濰坊地区と改称）の管轄とされ、1983年10月に地級市に改編され現在に至る。
現在濰坊市内には各時代の文化群が残されており、古代遺跡、古代建築物、古代石刻と彫像など固定文化財が1800余カ所もあり、そのうち国家クラスの重要文化財保護指定を受けたものが3カ所、省クラス重要文化財保護指定を受けたものが27カ所、県クラス重要文化財保護指定を受けたものが400余カ所となっている。

## 行政区域
4市轄区、6県級市、2県を管轄する。
- 市轄区
  - 奎文区・濰城区・寒亭区・坊子区
- 県級市
  - 寿光市・諸城市・青州市・安丘市・高密市・昌邑市
- 県
  - 昌楽県・臨朐県

| 濰坊市の地図                                                                        |
| ----------------------------------------------------------------------------------- |
| 濰城区 寒亭区 坊子区 奎文区 臨朐県 昌楽県 青州市 諸城市 寿光市 安丘市 高密市 昌邑市 |

### 年表
この節の出典

#### 濰坊市（第1次）
- 1949年10月1日 - 中華人民共和国山東省濰坊市が成立。一区から五区までの区を設置。（5区）
- 1950年5月9日 - 濰坊市が昌濰専区濰県に編入。

#### 昌濰地区
- 1949年10月1日 - 中華人民共和国山東省昌濰専区が成立。益都県・丘南県・濰県・昌楽県・益臨県・濰安県・安丘県・寿南県・臨朐県が発足。（9県）
- 1950年5月9日 - 膠東行政区西海専区昌南県・昌邑県・濰北県、渤海行政区清河専区羊口市・寿光県・益寿県を編入。（14県）
  - 濰坊市が濰県に編入。
  - 羊口市が寿光県に編入。
- 1950年11月18日 - 濰県の一部が分立し、地級市の濰坊市となる。（14県）
- 1950年12月6日 - 濰坊市を編入。濰坊市が県級市に降格。（1市14県）
- 1951年10月 - 益都県の一部が臨朐県に編入。（1市14県）
- 1952年5月26日（1市11県）
  - 濰安県が安丘県・丘南県に分割編入。
  - 益寿県が益都県・寿光県に分割編入。
  - 益臨県が昌楽県・臨朐県・益都県に分割編入。
- 1952年6月7日 - 寿光県の一部が分立し、羊角溝区が発足。（1市11県1区）
- 1953年7月2日（1市9県1区）
  - 淄博専区臨淄県を編入。
  - 濰北県が濰県に編入。
  - 丘南県が安丘県に編入。
  - 寿南県が寿光県に編入。
- 1954年10月12日（1市10県）
  - 羊角溝区が寿光県に編入。
  - 淄博工鉱区博山県を編入。
- 1954年12月9日（1市10県）
  - 博山県の一部が淄博工鉱区張周市および淄博市・淄川県の各一部、恵民専区長山県の一部と合併し、地級市の淄博市となる。
  - 淄博工鉱区淄川県の一部が博山県に編入。
- 1955年12月27日 - 濰県の一部が濰坊市に編入。（1市10県）
- 1956年2月24日 - 膠州専区膠県・蔵馬県・高密県・膠南県・五蓮県・諸城県、萊陽専区平度県・蓼蘭県を編入。（1市18県）
- 1956年3月6日（1市15県）
  - 昌南県が昌邑県に編入。
  - 蓼蘭県が平度県、萊陽専区掖県に分割編入。
  - 蔵馬県が膠南県・五蓮県に分割編入。
- 1956年5月（1市15県）
  - 五蓮県の一部が諸城県に編入。
  - 萊陽専区即墨県の一部が膠県に編入。
- 1957年1月18日 - 安丘県の一部が濰坊市に編入。（1市15県）
- 1957年3月 - 平度県の一部が高密県・膠県に分割編入。（1市15県）
- 1958年11月（1市12県）
  - 博山県が淄博専区に編入。
  - 膠県・膠南県が青島市に編入。
  - 臨沂専区沂水県の一部が安丘県に編入。
- 1958年12月20日（1市10県）
  - 濰県が濰坊市に編入。
  - 臨淄県が益都県に編入。
- 1961年5月23日 - 青島市膠県・膠南県を編入。（1市12県）
- 1961年10月5日（1市14県）
  - 濰坊市の一部が分立し、濰県が発足。
  - 益都県の一部が分立し、臨淄県が発足。
- 1965年8月 - 濰坊市の一部が濰県に編入。（1市14県）
- 1967年2月 - 昌濰専区が昌濰地区に改称。（1市14県）
- 1969年12月16日 - 臨淄県が淄博市に編入。（1市13県）
- 1978年11月17日 - 膠県・膠南県が青島市に編入。（1市11県）
- 1980年3月28日 - 濰県の一部が濰坊市に編入。（1市11県）
- 1980年7月17日 - 高密県の一部が青島市膠県に編入。（1市11県）
- 1981年5月27日 - 昌濰地区が濰坊地区に改称。

#### 濰坊市（第2次）
- 1950年11月18日 - 昌濰専区濰県の一部が分立し、濰坊市が発足。（1市）
- 1950年12月6日 - 濰坊市が昌濰専区に編入。

#### 濰坊地区
- 1983年8月30日
  - 濰坊市が地級市の濰坊市に昇格。
  - 昌楽県・昌邑県・安丘県・高密県・諸城県・五蓮県・臨朐県・益都県・寿光県・濰県が濰坊市に編入。
  - 平度県が青島市に編入。

#### 濰坊市（第3次）
- 1983年8月30日 - 濰坊地区濰坊市が地級市の濰坊市に昇格。（1市9県）
  - 濰坊地区昌楽県・昌邑県・安丘県・高密県・諸城県・五蓮県・臨朐県・益都県・寿光県・濰県を編入。
  - 濰県が濰坊市に編入。
- 1983年10月15日 - 濰城区・寒亭区・坊子区を設置。（3区9県）
  - 昌邑県・安丘県の各一部が坊子区に編入。
- 1984年1月21日 - 昌楽県・安丘県の各一部が坊子区に編入。（3区9県）
- 1986年3月1日 - 益都県が市制施行し、青州市となる。（3区1市8県）
- 1987年4月20日 - 諸城県が市制施行し、諸城市となる。（3区2市7県）
- 1992年12月7日 - 五蓮県が日照市に編入。（3区2市6県）
- 1993年6月1日 - 寿光県が市制施行し、寿光市となる。（3区3市5県）
- 1994年1月18日 - 安丘県が市制施行し、安丘市となる。（3区4市4県）
- 1994年5月18日 - 高密県が市制施行し、高密市となる。（3区5市3県）
- 1994年5月23日 - 濰城区・寒亭区の各一部が合併し、奎文区が発足。（4区5市3県）
- 1994年6月10日 - 昌邑県が市制施行し、昌邑市となる。（4区6市2県）
- 1995年7月25日 - 臨朐県の一部が昌楽県に編入。（4区6市2県）
- 1996年6月28日 - 臨朐県の一部が昌楽県に編入。（4区6市2県）
- 2003年6月30日 - 安丘市の一部が坊子区に編入。（4区6市2県）
- 2003年7月4日 - 坊子区の一部が奎文区に編入。（4区6市2県）
- 2009年5月11日 - 昌邑市・高密市・諸城市・安丘市の各一部が坊子区に編入。（4区6市2県）

## 凧揚げの町
濰坊市は世界にその名を知られる凧揚げの町である。1984年4月1日、濰坊市人民政府はアメリカ人友人の提言に基づいて、第1回濰坊国際凧揚げ大会を開催し、それ以来、一年一回の世界凧揚げの大イベントが濰坊市で行われるようになっている。凧のおかげで濰坊が知られるようになっただけでなく、内容が豊かで、独自の魅力と風采を備えた民間芸術品にもよる。民間工芸は民間文化として郷土の貴重な宝物であり、勤労大衆の聡明な知恵の結晶でもある。濰坊の民間工芸にはながい歴史があり、凧、木版画の一種である年画、切り紙細工、銀の象眼、おもちゃなどには数百年の歴史があり、国内外にその名を知られている。
1987年4月に、濰坊市は世界の凧揚げの里に選ばれ、国際凧揚げ連合会はまた、国際凧揚げ連合会の本部を濰坊市に置くことを決定した。濰坊国際凧揚げ大会の開催は、濰坊市の知名度を大幅に向上させた。

## 教育
- 濰坊学院[3]
- 濰坊医学院[4]